# Dactylolabis (Dactylolabis) anomala
Dactylolabis (Dactylolabis) anomala is een tweevleugelige uit de familie steltmuggen (Limoniidae). De soort komt voor in het Palearctisch gebied.